# Lanusse
Lanusse är en udde i Antarktis. Den ligger i Västantarktis. Argentina, Chile och Storbritannien gör anspråk på området.
Terrängen inåt land är varierad. Havet är nära Lanusse åt sydväst. Trakten är glest befolkad. Närmaste befolkade plats är San Martín Station, 11,5 kilometer nordväst om Lanusse.